# Le Fidèle
Le Fidèle é um filme de drama belga de 2016 dirigido e escrito por Michaël R. Roskam. Foi selecionado como representante de seu país ao Oscar de melhor filme estrangeiro em 2018.

## Elenco
- Matthias Schoenaerts - Gigi Vanoirbeek
- Adèle Exarchopoulos - Bibi Delhany
- Dimitry Loubry - Maton
- Charley Pasteleurs - comissário
- Sam Louwyck
- Stefaan Degand
- Guray Nalbant
- Igor van Dessel
- Nathalie Van Tongelen - Sandra